# Evdilos
Evdilos (in greco Ευδήλου?) è un villaggio che si trova sulla costa settentrionale dell'isola di Icaria in Grecia nella periferia dell'Egeo Settentrionale (unità periferica di Icaria) con 2.831 abitanti secondo i dati del censimento 2001.
Il comune di Evdilos è stato soppresso a seguito della riforma amministrativa, detta Programma Callicrate, in vigore dal gennaio 2011 ed è ora compreso nella comunità periferica di Icaria.
Apparteneva alla Prefettura di Samo.